# 月刊とれたてマイビデオ
月刊とれたてマイビデオ（げっかんとれたてマイビデオ）は、NHK総合テレビとNHKワールドでかつて放送された、視聴者からのビデオ映像作品を発表するテレビ番組である。

## 概要
同番組は『おはよう5』→『NHKニュースおはよう日本』の平日5時台に行われる「とれたてマイビデオ」という視聴者のビデオ映像作品を発表するコーナーの中から、季節性の高い作品を選んで再構成する。その月の最優秀作品に選ばれると、撮影者に番組のゲストのサイン色紙が贈られる。12月には年間大賞が選ばれる。
歴代の司会は、『おはよう5』→『おはよう日本』の5時台の司会者がそのまま担当した。2008年度から男性アナウンサーが隔週担当になったため、当番組でも隔月担当となる。2007年度以前はロケ先、2007年度以降は主にスタジオで俳優・タレントをゲストを招くようになった。
放送時間は不定だが、主として毎月月末の土曜日・日曜日・祝日日中に当たる場合が多い（過去に1度だけ『ホリデーにっぽん』の番組枠内で放送されたことがある）。東日本大震災により、2011年3月・4月号の放送は休止だった。2014年3月28日をもって、これまで『NHKニュースおはよう日本』内で放送した「とれたてマイビデオ」のコーナーは、終了した。 コーナー終了に伴い、「月刊とれたてマイビデオ」も3月号（2014年3月21日放送）をもって終了することになった。

## 出演者
- 2000年度 - 2001年度：住田功一・高井真理子
- 2002年度：住田功一・中條誠子
- 2003年度 - 2004年度：柿沼郭・中條誠子
- 2005年度：松尾剛・島津有理子 → 松尾剛・北郷三穂子
- 2006年度：真下貴・北郷三穂子 → 真下貴・小郷知子
- 2007年度：森本健成・小郷知子
- 2008年度：高瀬耕造・佐藤龍文・礒野佑子
- 2009年度：井上二郎・高瀬耕造・守本奈実
- 2010年度：武藤友樹・井上二郎・江崎史恵
- 2011年度：瀧川剛史・片山智彦、小山径・江崎史恵
- 2012年度：糸井羊司・小山径、瀧川剛史・上條倫子
- 2013年度：有田雅明・糸井羊司・瀧川剛史・上條倫子